# Èpica
L'èpica és un dels grans gèneres literaris clàssics, juntament amb la lírica i el drama. L'èpica és el mode de la narrativa, de l'observació de l'entorn i l'explicació d'històries, on importa la trama i la manera com aquesta es conta. Hi predominen dues funcions del llenguatge, la referencial i la poètica. Pot incloure descripció o exaltació dels sentiments, però el més rellevant és l'acció, el canvi que es produeix en una situació inicial i que desencadena la història.
Les primeres manifestacions èpiques estan escrites en vers o provenen de la tradició oral, com l'epopeia o la cançó de gesta. Modernament, però, es narren en prosa, quedant el vers per a la lírica i així l'èpica es manifesta en la novel·la o el conte. Per evitar confusions amb les obres clàssiques, se sol emprar la denominació de narrativa, assimilant èpica a una matèria relacionada amb els herois i la guerra, que poden aparèixer a les obres fundacionals de la literatura nacional o a recreacions històriques.